# Base Pedro Vicente Maldonado
La Base Pedro Vicente Maldonado es un centro de investigación antártica operado por Ecuador durante el verano austral. Está ubicada en la isla Greenwich en las islas Shetland del Sur. Fue inaugurada el 2 de marzo de 1990 en punta Fort Williams de la bahía Discovery.
Recibe su nombre en honor a Pedro Vicente Maldonado, científico del siglo XVIII nacido en Riobamba, que en 1736 participó en la determinación de la línea ecuatorial terrestre y su relación con los polos magnéticos del planeta.

## Historia

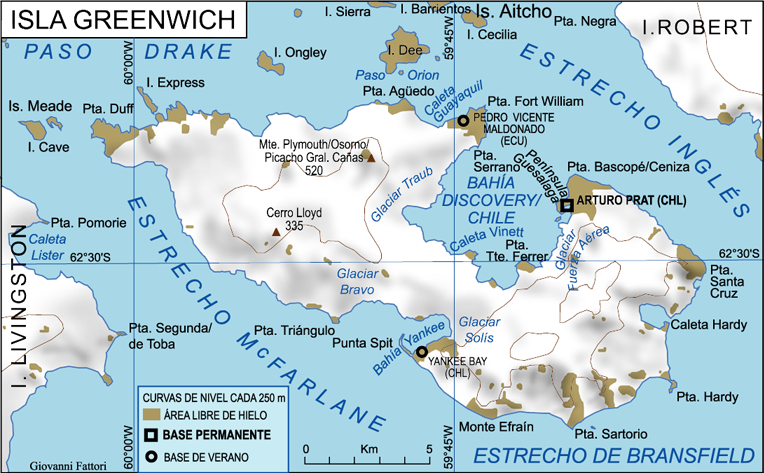
Isla Greenwich mostrando la localización de la Base Pedro Vicente Maldonado.

Tras la creación del Programa Antártico Ecuatoriano (PROANTEC), en 1988, por iniciativa del general Richelieu Levoyer, que por ese entonces era diputado en el Congreso Nacional de Ecuador, mediante el Acuerdo Ministerial n.º 1508 fue adscrito al Instituto Oceanográfico de la Armada (INOCAR) como proyecto impulsor de la presencia ecuatoriana en la Antártida.
El 2 de mayo de 1990 se inauguró la estación Pedro Vicente Maldonado, en la isla Greenwich, en las islas Shetland del Sur.

## Función

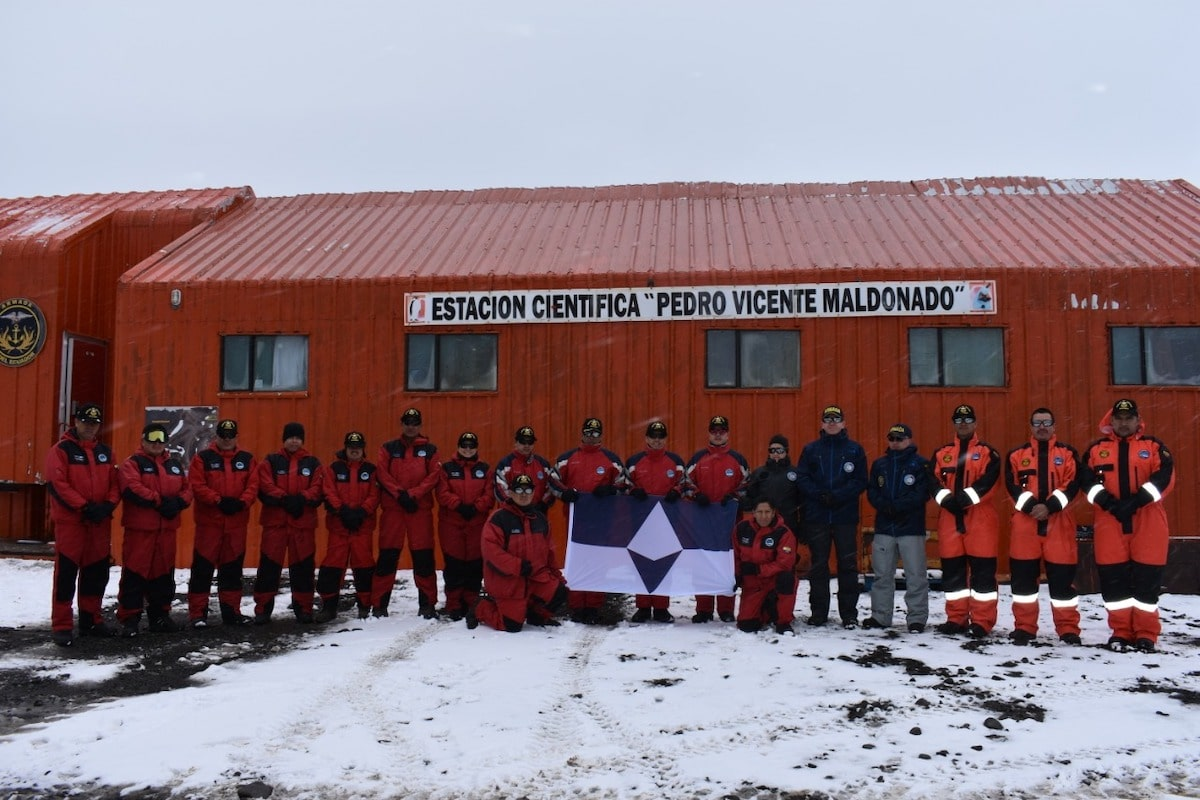
Base Pedro Vicente Maldonado.

Ecuador realiza investigaciones permanentes en la Antártida. Las investigaciones se realizan de forma conjunta entre la base y el buque Orión. Los estudios van desde la fisiología humana, a la geología y oceanografía. Además de la base, en 1988 Ecuador instaló el Refugio República del Ecuador en la punta Hennequin de la bahía Almirantazgo en la isla Rey Jorge (o isla 25 de Mayo). Es un contenedor de 20 pies que dispone de suministros médicos básicos, alimentos no perecibles y dos literas con capacidad para 4 personas.
En los planes estratégicos de Ecuador, se incluyen:
- Incrementar la presencia Geopolítica y Océano-política de Ecuador en la Antártida.
- Incrementar la cultura polar en el Ecuador con énfasis en la Antártida.
- Incrementar el desarrollo de talento humano del Instituto Antártico Ecuatoriano.
- Incrementar la eficiciencia institucional del Instituto Antártico Ecuatoriano.
- Incrementar el uso eficiente del presupuesto del Instituto Antártico Ecuatoriano.